# Shane Kimbrough
Robert Shane Kimbrough, más conocido como Shane Kimbrough (Killeen, Texas, 4 de junio de 1967), es un oficial retirado del Ejército de los Estados Unidos y astronauta de la NASA. Formó parte del primer grupo de candidatos seleccionados para el entrenamiento de astronautas de la NASA después del desastre del transbordador espacial Columbia. Kimbrough ha realizado dos vuelos espaciales, el primero fue un vuelo de transbordador espacial y el segundo una misión de seis meses en la Estación Espacial Internacional (ISS) a bordo de una nave rusa Soyuz. Fue el comandante de la Estación Espacial Internacional para la Expedición 50 y regresó a la Tierra en abril de 2017. Está casado con Robbie Lynn Nickels.

## Biografía
Nacido el 4 de junio de 1967 en Killeen, Texas, Kimbrough asistió a la Escuela Lovett en Atlanta, Georgia, graduándose en 1985. Kimbrough se graduó de la Academia Militar de los Estados Unidos en 1989 con una licenciatura en ingeniería aeroespacial. Jugó para el equipo de béisbol de West Point durante cuatro años, y fue seleccionado como capitán del equipo en su último año de los jugadores de béisbol de los Army Black Knights. Kimbrough sirvió como piloto de helicóptero Apache en la primera Guerra del Golfo, la Operación Tormenta del Desierto en 1991. Kimbrough más tarde asistió y se graduó de Georgia Tech con una maestría  de ciencias con mención en investigación de operaciones en 1998. Ayudó a la NASA a entrenar a los astronautas en los procedimientos de aterrizaje durante varios años antes de que él mismo fuera seleccionado para el entrenamiento.
Se retiró del ejército de los Estados Unidos con el rango de coronel.

## Carrera en la NASA

### STS-126

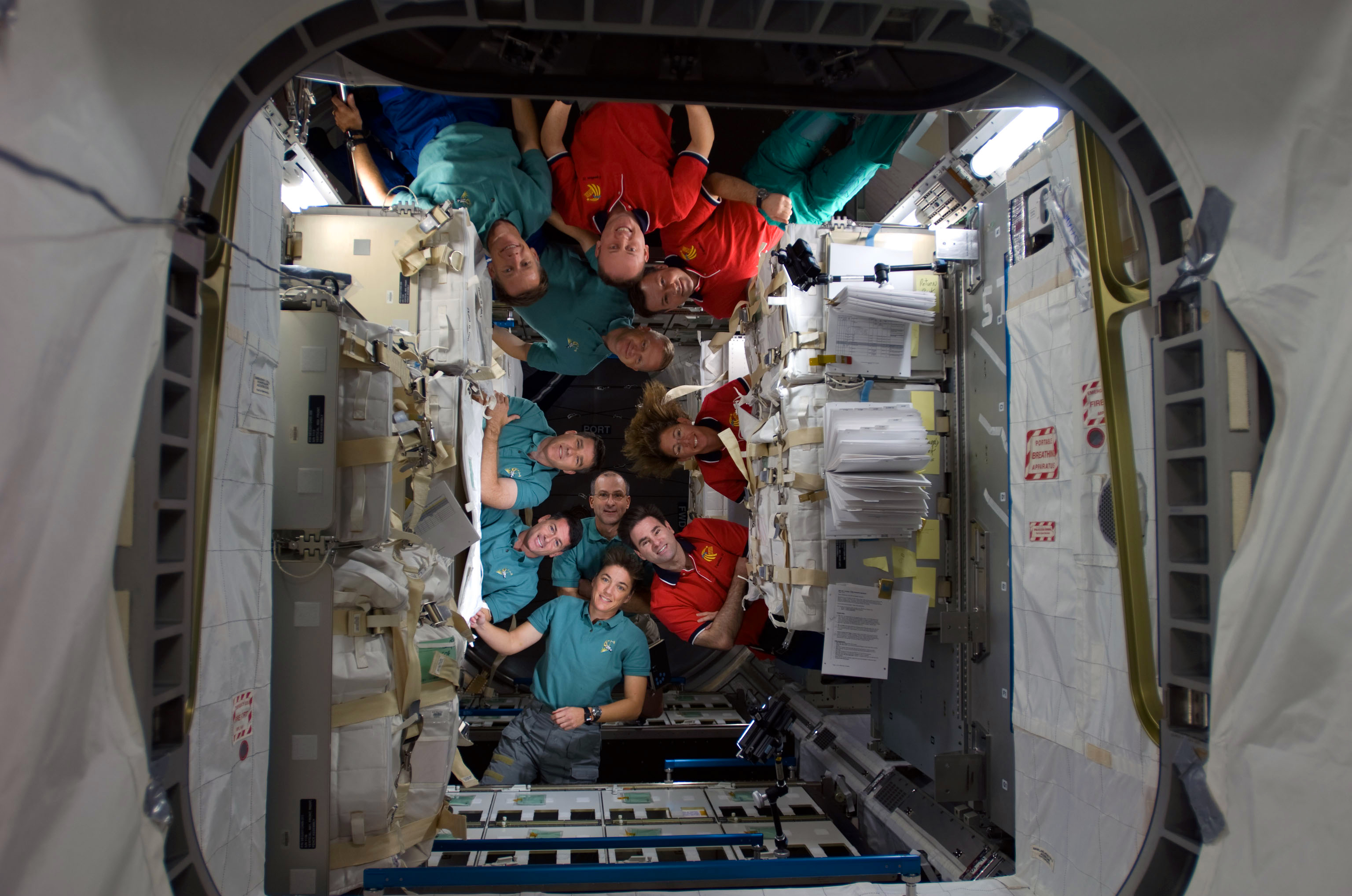
STS-126 y la Expedición 18, foto grupal.

Kimbrough fue un especialista en misiones de la STS-126, que se lanzó el 14 de noviembre de 2008. Durante la misión, Kimbrough realizó dos EVA (del inglés Extravehicular activity, 'Actividades extravehiculares'). En el décimo aniversario de la Estación Espacial Internacional, Stefanyshyn-Piper y Kimbrough realizaron con éxito el segundo EVA de la misión y el primero de Kimbrough, que duró 6 horas y 45 minutos. El segundo EVA de Kimbrough se realizó el 24 de noviembre de 2008 y duró 6 horas y 7 minutos. Al finalizar la misión, el tiempo acumulado de caminata espacial de Kimbrough fue de 12 horas y 52 minutos.

### Expedición 49/50

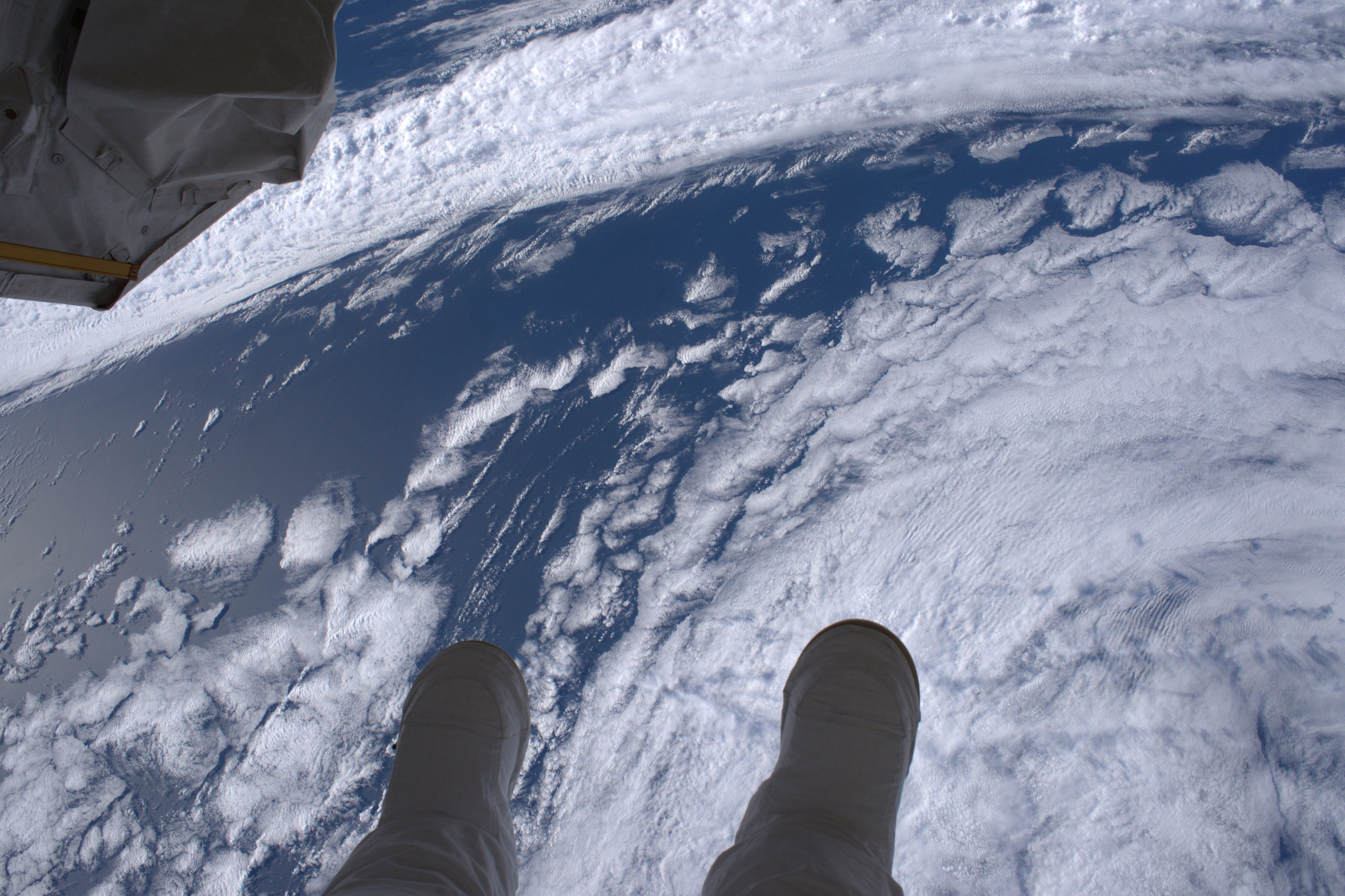
Shane Kimbrough durante EVA, 24 de marzo de 2017

Kimbrough fue lanzado a bordo del Soyuz MS-02 a la Estación Espacial Internacional el 19 de octubre de 2016, como parte de una misión de cuatro meses para la Expedición 49/50. Kimbrough se convirtió en el comandante de la Expedición 50 tras la partida del Soyuz MS-01 el 28 de octubre.
El 6 de enero de 2017, Kimbrough realizó su tercer EVA, junto con Peggy Whitson. Durante el EVA, instalaron tres nuevas placas adaptadoras e instalaron conectores eléctricos preparando el camino para reemplazar las baterías ISS. El EVA duró 6 horas y 32 minutos.

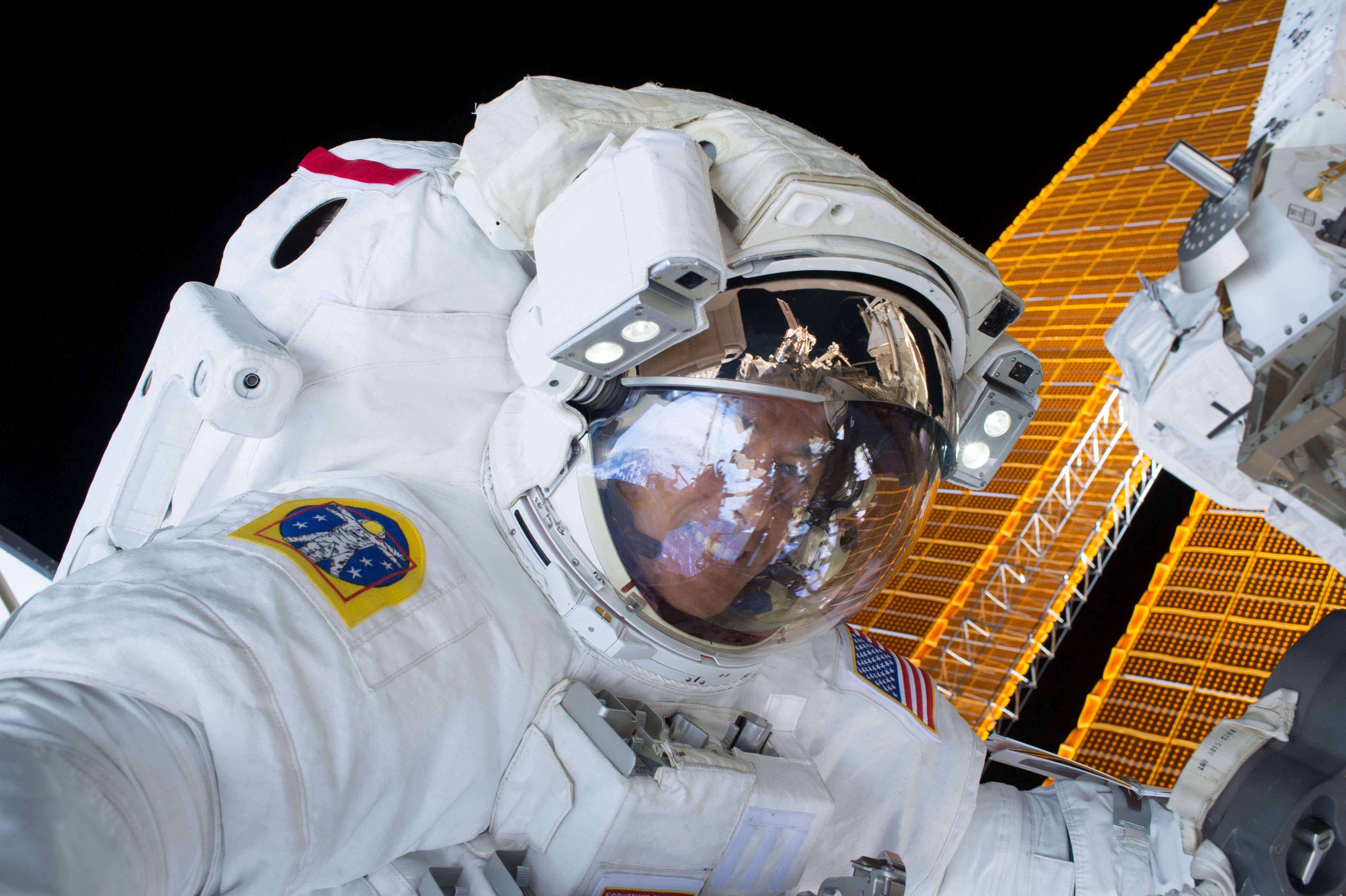
Kimbrough durante un EVA con Peggy Whitson

Kimbrough realizó su cuarto EVA con el astronauta Thomas Pesquet el 13 de enero de 2017. Durante el EVA, prepararon la infraestructura para reemplazar las baterías de la ISS. El EVA duró 5 horas y 58 minutos.
El 23 de marzo de 2017, Kimbrough realizó su quinto EVA con Thomas Pesquet. El objetivo principal era preparar el Adaptador de acoplamiento presurizado-3 (PMA-3) para la instalación del segundo Adaptador de acoplamiento internacional (IDA), que acomodará los atraques de vehículos de la tripulación comercial. El EVA duró 6 horas y 34 minutos.

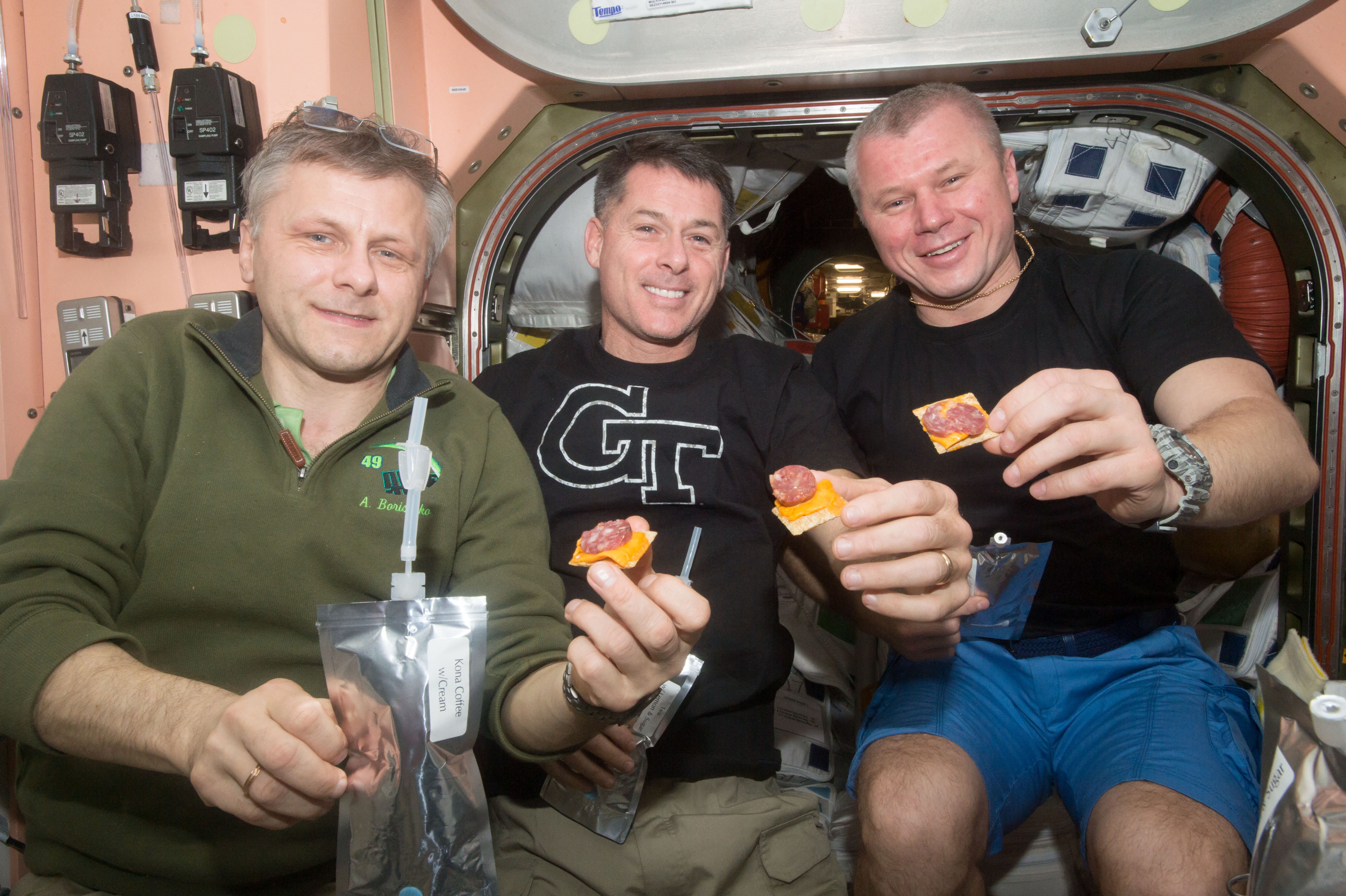
Kimbrough fotografiado durante una comida con los miembros de la tripulación Andrei Ivanovich Borisenko y Oleg Novitskiy

El 30 de marzo de 2017, Kimbrough realizó su sexto EVA con Peggy Whitson. Durante el EVA, conectaron el PMA-3 e instalaron nuevos blindajes en los escudos axiales del Nodo 3 después de perder un blindaje. Además, instaló otras cajas de relés de computadora mejoradas en el entramado de la estación. El EVA duró 7 horas y 4 minutos. Durante este EVA, Whitson se convirtió en la poseedora de la marca de más EVA realizados por una mujer (8 EVA).
Kimbrough llevó un balón de fútbol recuperado de los restos del transbordador espacial Challenger a la ISS, después de lo cual fue devuelto a la familia del astronauta del Challenger Ellison Onizuka y se exhibió en Clear Lake High School en Houston.